# Troglostenochrus valdezi
Espèce
Synonymes
- Stenochrus valdezi Monjaraz Ruedas, 2012

Troglostenochrus valdezi est une espèce de schizomides de la famille des Hubbardiidae.

## Distribution
Cette espèce est endémique du Chiapas au Mexique. Elle se rencontre dans la grotte Cueva de San Francisco à La Trinitaria.

## Description
Le mâle holotype mesure 4,35 mm et les femelles de 4,50 à 5,40 mm.

## Étymologie
Cette espèce est nommée en l'honneur d'Alejandro Valdez-Mondragón.

## Publication originale
- Monjaraz Ruedas, 2012 : A new species of the schizomid genus Stenochrus (Schizomida: Hubbardiidae) from Mexico.  Zootaxa, no 3334, p. 63–68.